# Ruta Nacional 1 (Argentina)
La Ruta Nacional 1, conocida como Autopista Buenos Aires-La Plata y cuya denominación oficial es Autopista Doctor Ricardo Balbín desde 2004, enlaza la Autopista 25 de Mayo y el Paseo del Bajo en la ciudad de Buenos Aires con la Ruta Provincial 11, en las cercanías de la ciudad de La Plata, capital de la provincia de Buenos Aires. Su extensión es de 50 kilómetros (numerados del km 3 al 53). Se puede observar en el mapa adjunto de color rojo.
Posee entre dos y cuatro carriles por mano en diferentes zonas de su recorrido.
En el km 31 se encuentra el empalme con la A004, que es la vía obligada para los destinos turísticos de Mar del Plata y otras ciudades de la costa atlántica bonaerense.
La autopista discurre —de noroeste a sudeste— por el barrio porteño de La Boca y por los partidos de Avellaneda, Quilmes, Berazategui y Ensenada, cerca del Río de la Plata. Más de 2 200 000 vehículos y seis millones de personas recorren por mes la autovía.

## Historia
El origen de esta autopista se remonta al Plan Director para Capital Federal y lineamientos estructurales para el Área Metropolitana y su región elaborado por la Municipalidad de la Ciudad de Buenos Aires entre 1958 y 1965, en el que se describe, entre otras, una autopista costera entre las ciudades de Tigre y La Plata.
Los caminos de acceso entre la capital de la República y la capital provincial estaban saturados. La cantidad de accidentes se multiplicó por seis, la cantidad de muertos por once y la cantidad de heridos graves por ocho en el período 1961-1967 y la Avenida Calchaquí (actual RP 36) en el Partido de Quilmes sólo tenía tres trochas, reservándose la central para adelantamientos.
El trazado que surgió de estudios realizados a partir del año 1964 con el asesoramiento del ingeniero Luxardo presentaba la particularidad de requerir muy pocas expropiaciones.
Como la traza de la autopista proyectada coincidía en parte con el Acceso Sudeste que era un camino nacional, en la definición del recorrido de la Autopista Buenos Aires - La Plata participaron la Secretaría de Estado de Obras Públicas de la Nación y el Ministerio de Obras Públicas de la Provincia de Buenos Aires.

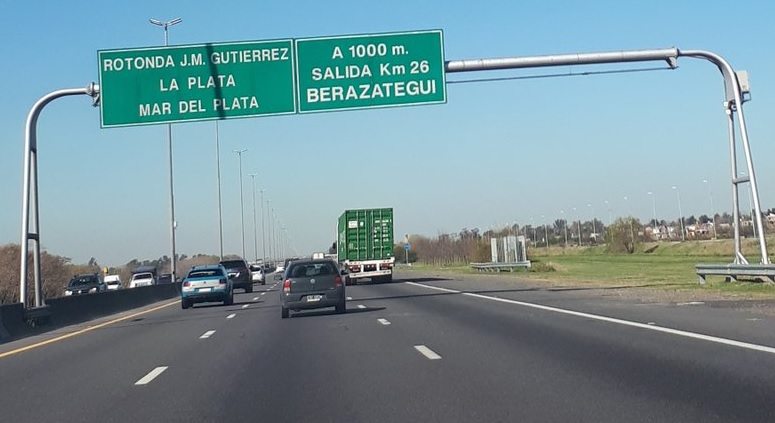
Imagen de la traza de la autopista Bs As - La Plata, en sentido Sur (km 25).

El 29 de marzo de 1979 la Dirección Nacional de Vialidad y su par bonaerense firmaron un convenio por el que ambas entidades llamarían mancomunadamente a licitación internacional la obra correspondiente a la Autopista Buenos Aires - La Plata, dividiéndose en tres secciones: la primera entre el barrio de La Boca y Hudson, incluyendo el puente sobre el Riachuelo, la segunda entre Hudson y La Plata y la última desde el distribuidor cercano a la Avenida Martín García hasta la Avenida 9 de Julio. Este convenio fue refrendado mediante el Decreto-Ley Provincial 9343.
El 30 de marzo de 1981 se adjudicó a la Concesionaria Vial Argentino-Española (Coviares) esta tarea, firmándose el contrato correspondiente el 2 de enero de 1983. Este contrato, con subsidio del Estado, fue renegociado varias veces hasta que en septiembre de 1994, la obra se integró a la Red de Accesos a Buenos Aires, reemplazándose el subsidio estatal por un incremento del tiempo de concesión a 22 años.
La construcción del primer tramo de la Autopista, partiendo desde la esquina de las avenidas Ingeniero Huergo y San Juan, en Buenos Aires, comenzó en diciembre de 1988 y avanzó sobre el borde de la Dársena Sud hacia el cruce con el Riachuelo y Dock Sud. El 1 de julio de 1995 se abrió al tránsito el tramo Buenos Aires - Quilmes usando parte de la traza del Acceso Sudeste. El 17 de noviembre del mismo año se completó la conexión con la RP 36 en Juan María Gutiérrez, que conduce al sudeste de la provincia de Buenos Aires. Finalmente, el 24 de mayo de 2002 se terminó el trayecto desde Hudson hasta la RP 11.
El contrato de concesión original incluía la construcción de la Autopista Ribereña que debía enlazar esta autopista con la Autopista Illia pasando por Puerto Madero y Retiro, dentro de la Ciudad de Buenos Aires.
El 7 de julio de 2004, el Congreso de la Nación Argentina cambió su nombre a Doctor Ricardo Balbín
En noviembre de 2005 comenzó los trabajos para agregar un tercer carril de cada mano en el tramo Acceso Sudeste - Quilmes (10 km), pero dicha obra se paralizó. El 11 de julio de 2013 el Gobierno de la Provincia de Buenos Aires, por decreto N.º 409/13, rescindió la concesión a la empresa Coviares, la que desde febrero pasado se encontraba intervenida en investigación de irregularidades contractuales, y creó en su reemplazo "Autopistas de Buenos Aires S.A." (AUBASA) a los fines de su administración y mantenimiento. La nueva firma se conforma patrimonialmente con un 93% del paquete accionario de propiedad del Estado Provincial, y el restante 7% de pertenencia de los trabajadores, representados por su asociación sindical, (Clase B).
Un año después de su provincialización la autopista fue distinguida con el primer puesto al mejor proyecto de Seguridad de América Latina y el Caribe 2015, ya que con su sistema “se redujeron un 80% los hechos de inseguridad” en el marco de las 180 cámaras que ya fueron instaladas por Aubasa y la construcción de un  Centro de Monitoreo que trabaja las 24 horas, lo que permite un rápido despliegue de los equipos de emergencia de la Autopista, Policía, Bomberos, ambulancias o Defensa Civil.
En 2014 fue remodelada, añadiéndose más luminaria y nuevos tramos. ya en 2015 el gobernador de la provincia, inauguró las obras que dan conectividad de la autopista Buenos Aires-La Plata con la ruta 2 y el cuarto anillo de circunvalación que la pasó a unirla con la ruta 6, y los puertos de Zárate-Campana con el puerto de La Plata.
Ese mismo año se iniciaron las obras para ampliar la autopista conectado Berisso y Ensenada con la Ruta Provincial 11. Según se describe en el proyecto, se construirían 11,15 nuevos kilómetros de autopista
 En el mes de abril del año 2023 comenzó a construirse al nuevo acceso a la ciudad de La Plata junto a una nueva conexión al Puerto de La Plata.

## Servicios

### Estaciones de Servicio
- (km 13,3)
- (km 28,2)
- (km 36,5) (Lado sur)
- (km 48,2) (Lado norte)

## Recorrido

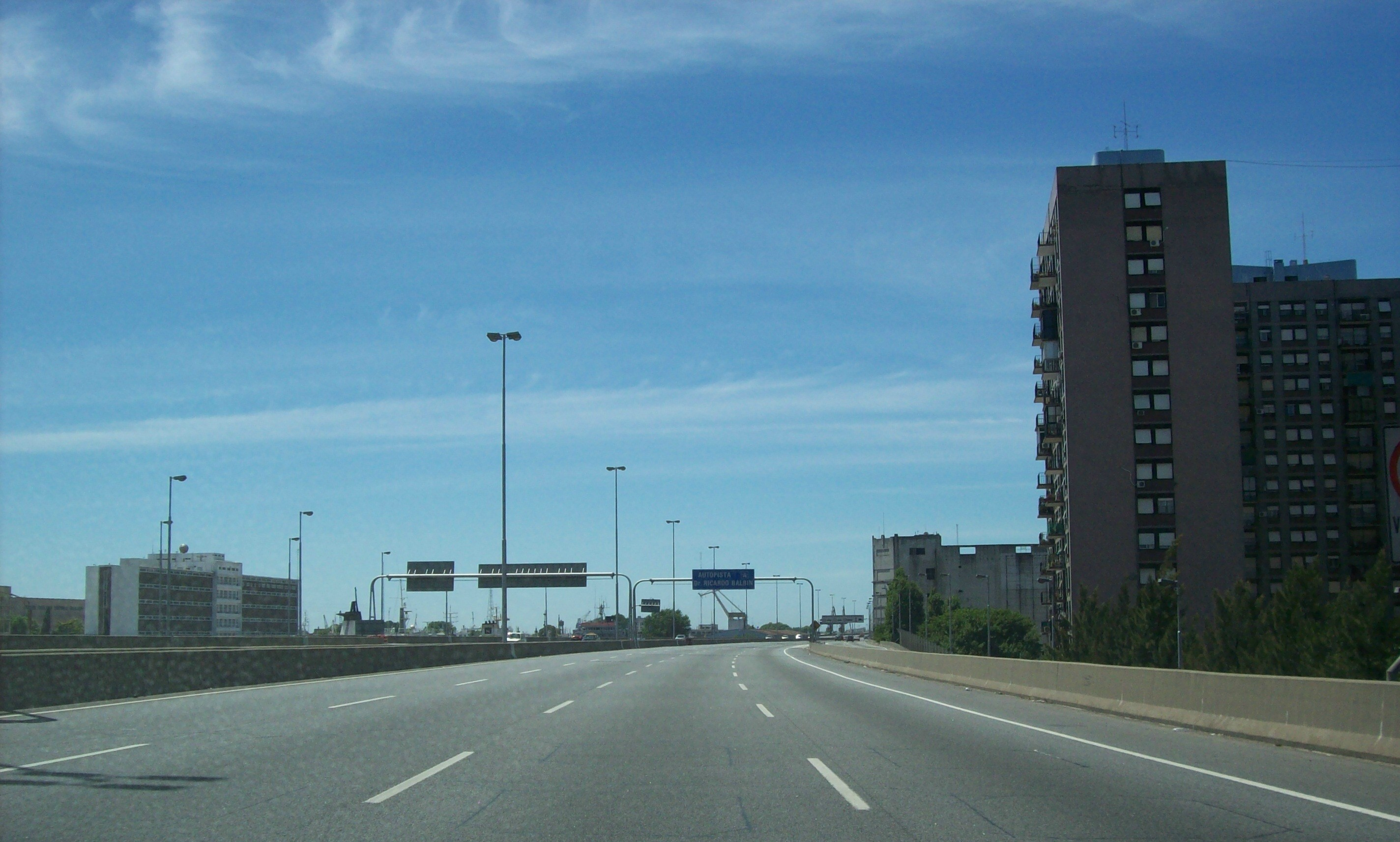
Autopista Buenos Aires - La Plata hacia el sudeste a la altura del barrio de La Boca.

|  |  | RM |

|  |  | RMIhoaq | RMq |

|  | exSTRq | RMIabue | exSTRq |

|  |  | RM |

|  | WASSERq | RMoW2 | WASSERq |

|  |  | RM |

|  |  | GRENZE |

|  |  | RM |

|  | RMq | RMItu1eq |  |

|  |  | RM |

|  | WASSERq | RMoW2 | WASSERq |

|  |  | RM |

|  | WASSERq | RMoW2 | WASSERq |

|  |  | RM |

|  |  | MWPETl |

|  |  | MWPETr |

|  | exSTRq | MWKRZu | exSTRq |

|  |  | RM |

|  |  | RM |

|  | exSTRq | RMIdu | exSTRq |

|  |  | RM |

|  | exSTRq | RMIdo | exSTRq |

|  |  | RM |

|  | WASSERq | RMoW2 | WASSERq |

|  |  | RM |

|  | WASSERq | RMoW2 | WASSERq |

|  |  | RM |

|  |  | RM |

|  | exSTRq | RMIaboe | exSTRq |

|  |  | RM |

|  |  | MWPETlPARKr |

|  | WASSERq | RMoW2 | WASSERq |

|  |  | GRENZE |

|  |  | RM |

|  | exSTRq | RMIabua | exSTRq |

|  |  | RM |

|  | RMq | RMItu1eq |  |

|  |  | RM |

|  | exSTRq | RMIabua | exSTRq |

|  |  | RM |

|  | WASSERq | RMoW2 | WASSERq |

|  |  | RM |

|  |  | MWPETl |

|  |  | RM |

|  | WASSERq | RMoW2 | WASSERq |

|  |  | RM |

|  |  | RM |

|  |  | RM |

|  | exSTRq | RMIabua | exSTRq |

|  |  | RM |

|  | WASSERq | RMoW2 | WASSERq |

|  |  | RM |

|  | WASSERq | RMoW2 | WASSERq |

|  |  | RM |

|  |  | MWPETr |

|  |  | RM |

|  | WASSERq | RMoW2 | WASSERq |

|  |  | SKRZ-Muq |

|  | RMq | RMItu3e | RMq |

## Traza antigua

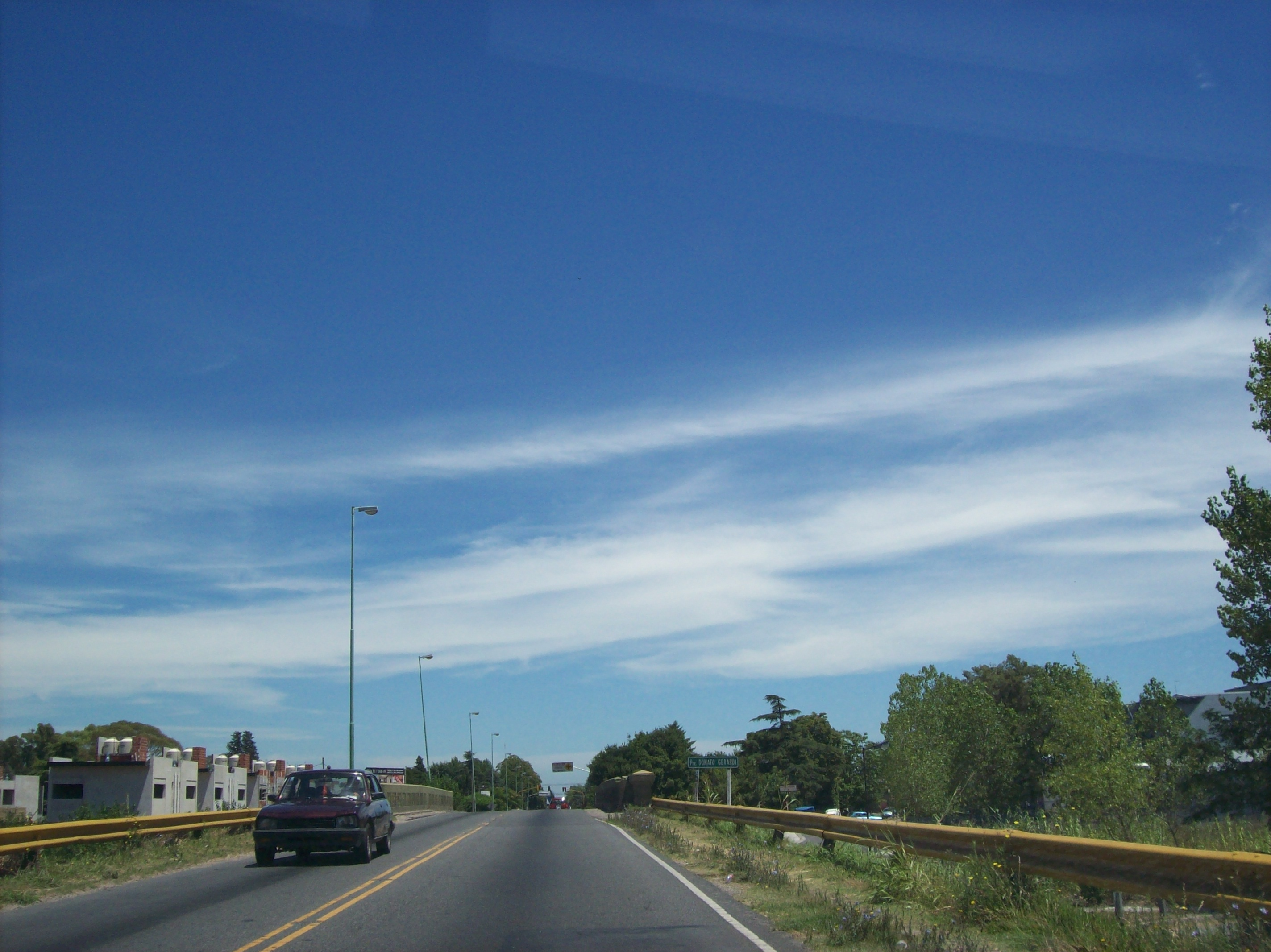
Camino General Belgrano hacia el oeste en Gonnet, partido de La Plata. En el centro de la imagen, puente de hormigón "Donato Gerardi" construido a principios del sobre las vías del ferrocarril entre Ringuelet y Brandsen.

Antes de 1979 la Ruta Nacional 1 se encontraba más lejos del Río de la Plata, como se observa en el trazado color verde. El tramo Avellaneda - Gutiérrez se encontraba en superposición con la antigua RN 2, luego continuaba paralela a las vías del Ferrocarril General Roca hasta el Camino General Belgrano (que tiene tan sólo dos carriles), siguiendo por este camino hasta la capital provincial. Esta ruta pasa por el Parque Pereyra Iraola en el partido de Berazategui y por la República de los Niños, parque temático ubicado en el partido de La Plata.

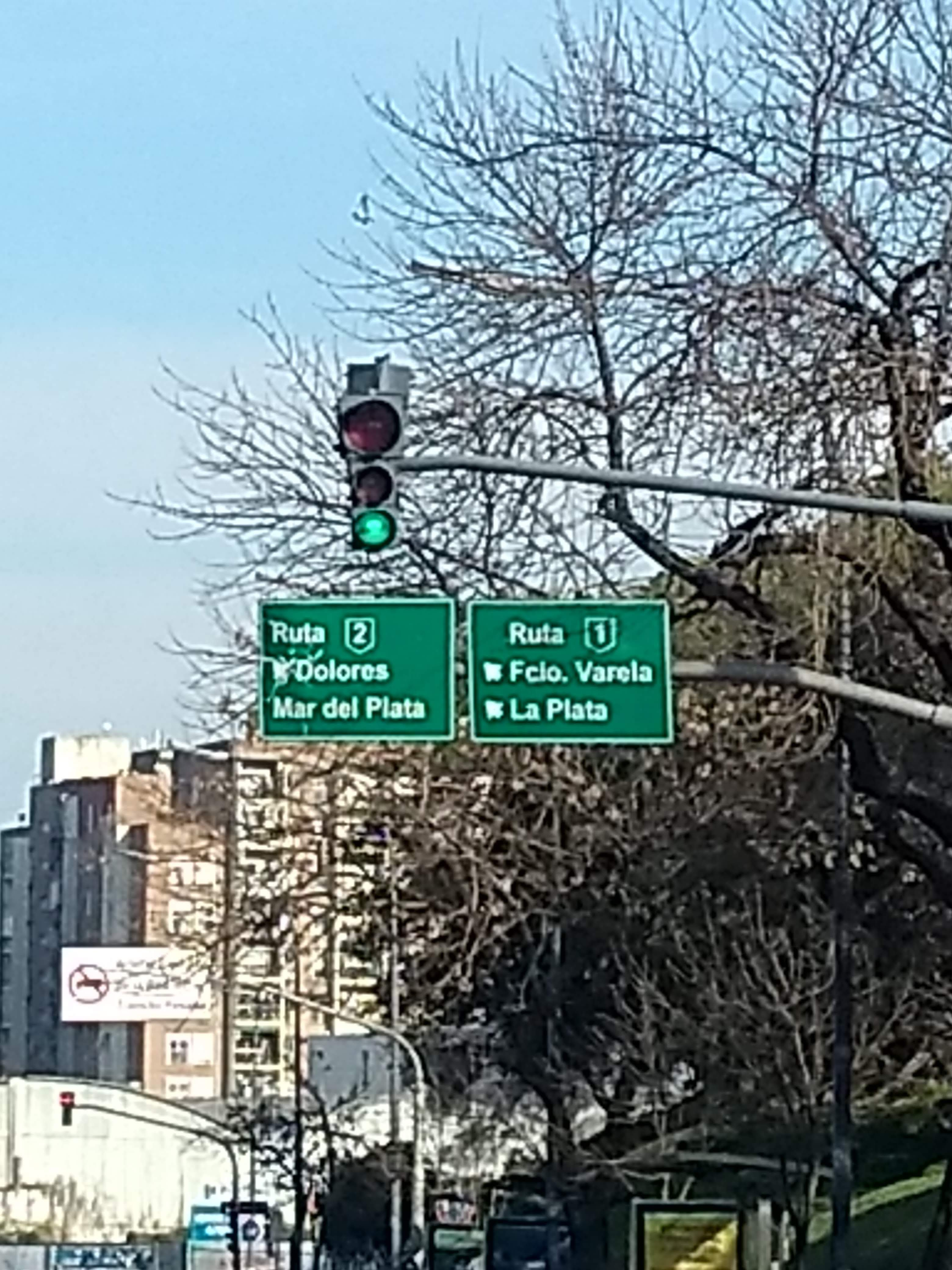
Cartel que referencia a la antigua traza de las rutas nacionales 1 y 2 ubicado en la ciudad de Buenos Aires.

Mediante el Decreto Nacional 1595 del año 1979 se prescribió que este camino pasara a jurisdicción provincial. La Provincia de Buenos Aires se hizo cargo del mismo en 1988, por lo que el tramo al noroeste de la rotonda Juan María Gutiérrez forma parte de la RP 36, mientras que el tramo de 28 km al sudeste de dicha rotonda hasta la calle 32 en la ciudad de La Plata conforma la RP 1, que actualmente es una avenida urbana en el Partido de La Plata.

## Siniestros
El 24 de junio del 2000, el cantante Rodrigo Bueno chocó su Ford Explorer contra el divisor central de la autopista en el kilómetro 25, en un intento de adelantarse a otro vehículo. La camioneta volcó varias veces, ocasionando la muerte de Bueno y el otro ocupante, Fernando Olmedo, hijo del actor humorístico Alberto Olmedo.